# Пять цивилизованных племён

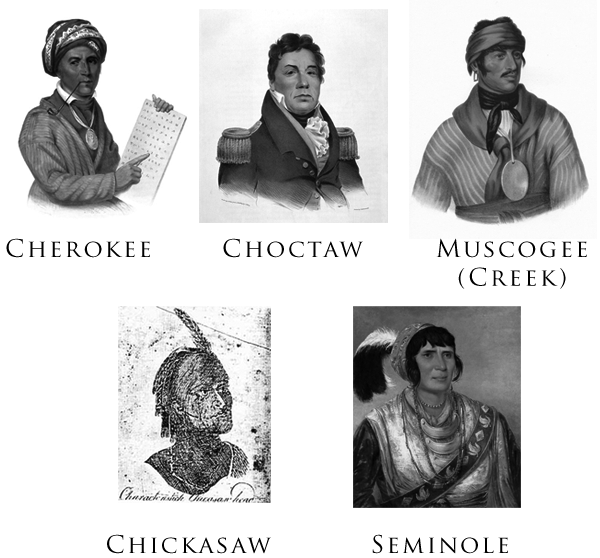
Представители Пяти цивилизованных племён. На портретах, слева направо, сверху вниз: Секвойя, Пушматаха, Селокта, неизвестный, Оцеола. Портреты написаны в период 1775—1850.

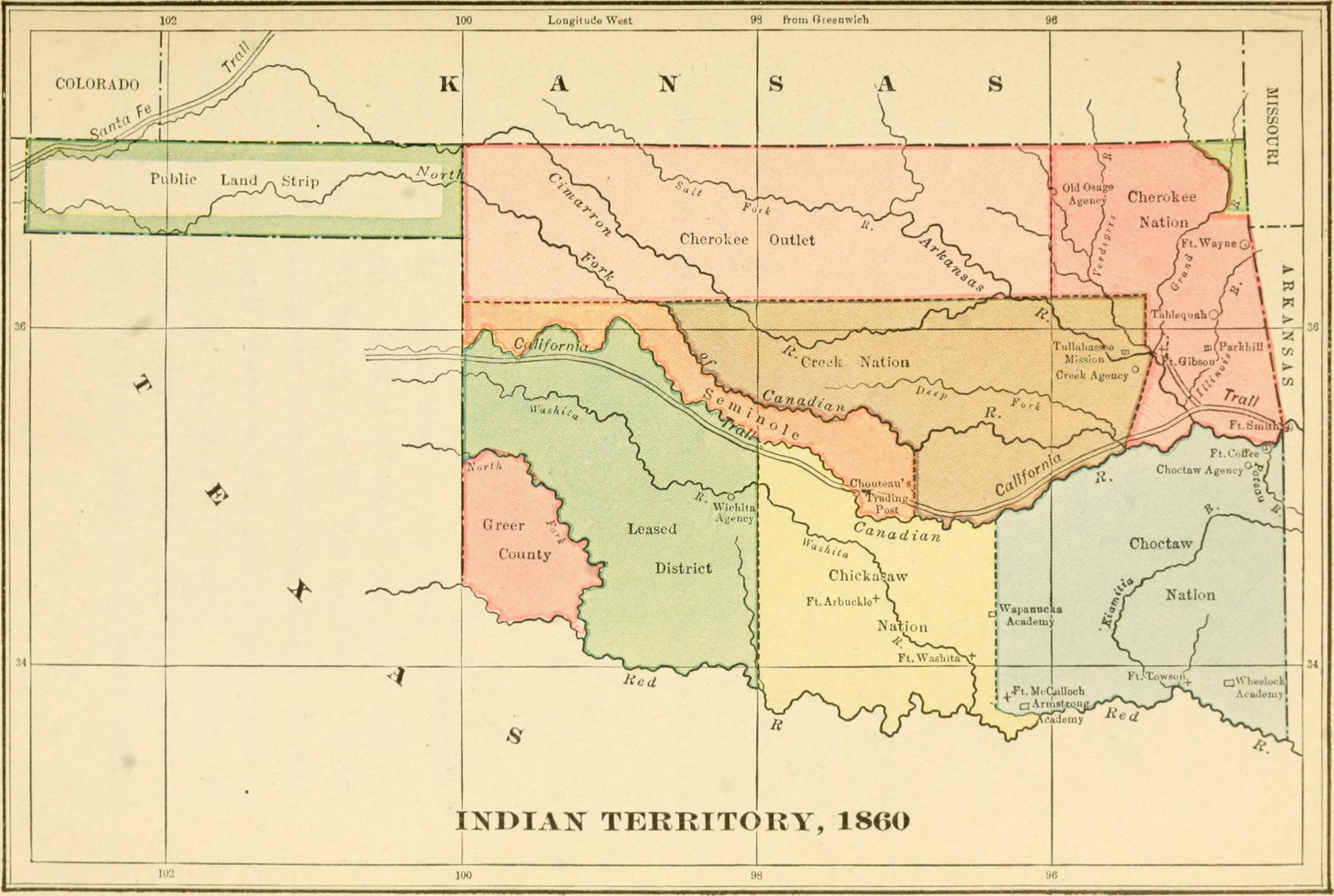
Индейская территория в 1860 г.

Пять цивилизованных племён (англ. Five Civilized Tribes) — термин, обозначающий пять индейских народов США — чероки, чикасо, чокто, крики и семинолы — которые в начале XIX века уже усвоили многие обычаи и достижения белых поселенцев и установили довольно хорошие отношения с соседями.
Процесс культурной трансформации этих племён начали Джордж Вашингтон и Генри Нокс; при этом чероки и чокто успешно усвоили европейско-американскую культуру.
Вашингтон полагал, что индейцы имеют равные права с белыми, однако более примитивную общественную организацию. Он сформулировал принципы политики, поощряющей «обращение в цивилизацию», которую позднее продолжил Томас Джефферсон.
Историк Роберт Ремини, автор биографии Эндрю Джексона, писал: «они считали, что как только индейцы усвоят практику частной собственности, строительства домов, фермерства, образования для детей, обратятся в христианство, они добьются признания со стороны белых американцев».
План Вашингтона из 6 пунктов включал:
- беспристрастное правосудие в отношении индейцев;
- покупку индейских земель на основании чётко сформулированных правовых актов;
- продвижение торговли;
- продвижение экспериментов, направленных на цивилизацию или «улучшение» индейского общества;
- право президента на предоставление индейцам «подарков»;
- наказания в отношении тех, кто нарушал права индейцев[4].

Правительство назначило агентов, таких как Бенджамин Хокинс, которые жили среди индейцев и обучали их, в том числе на личном примере, образу жизни белых. Племена юго-востока признали политику Вашингтона, основали школы, приняли практику фермерства, обратились в христианство и начали строить такие же дома, как у белых соседей. Многие индейские фермеры имели в собственности чёрных рабов.
«Пять цивилизованных племён» первоначально проживали на юго-востоке США. Их земли, однако, привлекали белых поселенцев юга США. В связи с этим на юге США возникло движение с требованием выселения индейцев. В 1830 году президент Эндрю Джексон, поддержанный на выборах данным движением, подписал Закон о выселении индейцев, согласно которому индейцы Пяти племён были насильственно переселены в специально созданные для них Индейские территории (ныне восток штата Оклахома). Многие погибли по пути или в новых местах. Данное переселение получило в историографии название Дорога слёз.
Во время Гражданской войны в США чокто и чикасо воевали, как правило, на стороне Конфедерации, в то время как маскоги, семинолы и особенно чероки оказались расколоты между двумя сторонами. В результате началась мини-гражданская война внутри племени чероки.
После переселения в Оклахому правительство США пообещало, что на индейские земли не будут подселяться новые белые поселенцы. Тем не менее данное соглашение безнаказанно нарушалось белыми поселенцами даже до 1893 г., когда правительство официально разрешило подселение на черокские территории. В 1907 году Индейская территория и Территория Оклахома были объединены в штат Оклахома, где до сих пор «Пять племён» составляют значительную часть населения.